# Wrath (film fra 1917)
 For alternative betydninger, se Wrath. (Se også artikler, som begynder med Wrath)
Wrath er en amerikansk stumfilm fra 1917 af Theodore Marston.

## Medvirkende
- H.B. Warner som Feodor
- Edith Hallor som Evelyn Burnham
- Thea Talbot som Olga Burnham
- Shirley Mason som Eve Leslie
- George LeGuere som Adam Moore